# الکساندر مک کوئین (بازیکن فوتبال)
الکساندر مک کوئین (انگلیسی: Alexander McQueen؛ زادهٔ ۲۴ مارس ۱۹۹۵) بازیکن فوتبال اهل بریتانیا است.
از باشگاه‌هایی که در آن بازی کرده‌است می‌توان به باشگاه فوتبال کارلایل یونایتد و باشگاه فوتبال تاتنهام هاتسپر اشاره کرد.
وی همچنین در تیم ملی فوتبال گرنادا بازی کرده‌است.